# Arvid Björk
Johan Arvid Björk (i riksdagen kallad Björk i Jämtön), född 7 augusti 1863 i Råneå, död där 1 november 1939, var en svensk lantbrukare och politiker (liberal). 
Arvid Björk, som var son till en skomakare, var lantbrukare i Jämtön i Råneå, där han också hade uppdrag som nämndeman. Han var även ledamot i Norrbottens läns landsting.
Han var riksdagsledamot i andra kammaren för Kalix domsagas valkrets en kort tid i början av 1909, men berövades sitt mandat den 16 mars då valet upphävdes. Under sin tid i riksdagen tillhörde han Frisinnade landsföreningens riksdagsgrupp Liberala samlingspartiet.